# Lucie Pépin
Lucie Pépin ( Saint-Jean-sur-Richelieu, 7 de septiembre de 1936) es una enfermera y expolítica canadiense. Pépin sirvió tanto en la Cámara de los Comunes como en el Senado.

## Carrera
La trayectoria profesional de Lucie Pépin abarca diversas áreas, desde su trabajo como enfermera jefa en el Hospital Notre-Dame de Montreal en la década de 1960 hasta su destacada participación en el ámbito político canadiense. Pépin también fue una figura prominente en la planificación familiar y la investigación en fertilidad, desempeñando roles clave en organizaciones como el Consejo Canadiense de Investigación en Fertilidad y el Centro Internacional de Investigación en Anticoncepción. Además, su compromiso con la promoción de los derechos de las mujeres la llevó a ocupar cargos de liderazgo en el Consejo Consultivo Canadiense de la Situación de la Mujer, donde trabajó en el desarrollo de políticas orientadas a mejorar la igualdad de género y el bienestar de las mujeres en Canadá. 
Lucie Pépin, enfatizaban consistentemente su "elegancia". The Globe and Mail publicó un artículo ilustrando la atención a la estética que impregnaba la cobertura de los grupos de mujeres. El subtítulo secundario — "Campeona de los derechos de las mujeres más que meramente elegante" — sugería que el artículo iría más allá del estilo de Pépin, pero la historia se centraba en cómo su apariencia influía en su aceptación por parte de las feministas debido a su reticencia a "mirar más allá de su elegancia para ver a la luchadora que es" 

## Política
Pépin ingresó a la Cámara de los Comunes de Canadá en las elecciones de 1984 cuando se convirtió en la Miembro del Parlamento Liberal por Outremont, Quebec, sucediendo a Marc Lalonde. Fue derrotada en las elecciones de 1988, durante las cuales el aborto fue un tema clave. Algunos han sugerido que perdió el voto ultraconservador jasídico, y por lo tanto el escaño, debido a su postura pro elección.
De 1993 a 1997, fue comisionada en la junta nacional de libertad condicional. En 1997, fue nombrada para el Senado de Canadá por recomendación del Primer Ministro Jean Chrétien, y se desempeñó como Presidenta interina de la Cámara Alta de 2002 a 2004. Hasta su retiro, fue miembro del Comité Permanente del Senado de Asuntos Sociales, Ciencia y Tecnología.
El 7 de septiembre de 2011, Pépin se retiró del Senado al alcanzar la edad de jubilación obligatoria de 75 años.